# يان هولمز (لاعب كرة قدم)
يان هولمز (بالإنجليزية: Ian Holmes)‏ (و. 1985  م) هو لاعب كرة قدم، من المملكة المتحدة، يلعب كمهاجم.

## روابط خارجية
- يان هولمز على موقع قاعدة بيانات كرة القدم.إي يو (الإنجليزية)
- يان هولمز على موقع Soccerbase.com (لاعب) (الإنجليزية)
- يان هولمز على موقع Soccerway.com (الإنجليزية)